# الواد ضبش عامل لبش (مسرحية)
الواد ضبش عامل لبش هي مسرحية كوميدية مصرية من إنتاج عام 2000، ولم يتم إنتاجها للتلفزيون بسبب كثرة المشاهد الخارجة. المسرحية بطولة محمد نجم، ميمي جمال، أحمد راتب، يوسف داود، ومن تأليف مجدي الإبياري وإخراج شريف عبد اللطيف.